# Elevernas Riksförbund
Elevernas riksförbund, tidigare Sveriges elevråd – SVEA, är en ideell organisation av och för elever. Det betyder att förbundet utgörs av medlemmar som är elever, och att de verkar för deras intressen. Medlemmarna är elevråd, elevkårer och andra former av demokratiska och självständiga elevföreningar på övre grundskolan och gymnasiet. Organisationen bildades 1994 och är partipolitiskt och religiöst obunden. Elevernas riksförbund arbetar för en bättre och mer demokratisk skola. Organisationens högsta beslutande organ är dess årsmöte, Elevkongressen, bestående av medlemsrepresentanter. På Elevkongressen tas det beslut om bland annat organisationens verksamhet, samt skolpolitiska ställningstaganden. Efter två på varandra följande årsmötesbeslut beslöt organisationen sig för att byta namn till sitt nuvarande. Namnbytet ägde rum den 1 januari 2021.

## Organisationens syfte
Organisationens vision som det beskrivs i stadgarna är:
"För en bättre och mer demokratisk skola."
Visionen ska uppnås genom organisationens tre syften som är:
- Samla och stärka elever i demokratiska forum
- Värna elevers rättigheter
- Representera och föra fram elevers röst

## Verksamhet
Elevernas riksförbunds verksamhet utgår ifrån fem verksamhetsområden. Dessa konkretiseras i en verksamhetsplan på Elevkongressen.
- Elevers rättigheter - Elevernas riksförbund arbetar aktivt med att öka kunskapen om elevers rättigheter hos elevråd, lärare och andra som arbetar i eller med skolan genom informations- och inspirationsmaterial, kampanjer och seminarium.
- Elevrådsutveckling - Organisationen tillgodogör sig ständigt ny kunskap och forskning om elevers organisering, elevråd och elevinflytande med syfte att utveckla Sveriges elevråd och arbetar även med att själva ta fram modeller och metoder för hur elevråd ska kunna bedriva framgångsrikt arbete på sin skola.
- Utbildning - Genom en omfattande utbildningsverksamhet utvecklas och stöttas elevråd och elevskyddsombud på lokal nivå. Ledarskap, projektledning, elevers rättigheter och arbetsmiljöarbete är exempel på ämnen för utbildningarna. Elevernas riksförbund arbetar för att stötta varje enskilt elevråd i deras dagliga verksamhet.
- Nationella sammankomster - Arbetet med att stötta och utveckla elevråd sker även på nationell nivå genom nationella sammankomster för elevråd ifrån hela Sverige. På dessa träffar får elevråd utbildning, inspiration och möjlighet att utbyta erfarenheter och inleda samarbeten.
- Påverkansarbete - Elevernas riksförbund är Sveriges elevers röst i skolpolitiken och bedriver påverkansarbete utifrån organisationens Skolpolitiska program som Elevkongressen antar var fjärde år med minst 4/5 majoritet. Mycket arbete sker även på de enskilda skolorna och i kommunerna där elevråd arbetar med allt från rättvisa betyg till arbetsmiljöfrågor i sitt påverkansarbete.

## Historik
SVEA – Sveriges elevråds samarbetsorganisation, som organisationen hette vid start, bildades 1994 av elevråd i huvudsak från gymnasieskolor i Göteborg som ville samarbeta och utbyta erfarenheter tillsammans. Först fanns ett lokalt samarbete, men våren 1994 beslutades det att starta en nationell organisation för elevråd. Det fanns ingen annan möjlighet för elevråd att organisera sig på nationell nivå och organisationen växte snabbt och skaffade sig snart sitt första nationella kansli.
I början var samarbetet i huvudsak inriktat på erfarenhetsutbyte, träffar, lokalt samarbete och att bygga nätverk mellan elevråd och elevrådsaktiva runt om i landet. Det största och viktigaste arrangemanget var årsmötet, SVEA-kongressen. Efter några år diskuterades det dock allt mer intensivt om organisationen skulle arbeta med lobbying inom skol- och demokratifrågor, då organisationens ledning fick många frågor om skolpolitiska ställningstaganden. På SVEA-kongressen 1998 beslutades det att en grupp skulle tillsättas för att arbeta fram ett dokument med organisationens skolpolitiska åsikter för nästa års kongress att ta ställning till. Gruppen arbetade med detta och under följande SVEA-kongress beslutades det att organisationen skulle anta det Skolpolitiska programmet och arbeta utifrån det i nationellt påverkansarbete, med syfte att skapa en bättre och mer demokratisk skola. I samband med det bytte organisationen även namn, först till SVEA – Sveriges elevråd och sedan till, Sveriges elevråd - SVEA.
Några år senare kom nästa stora förändring av organisationen. Elevråd från högstadieskolor fick möjlighet att bli observatörsmedlemmar och under verksamhetsåret 2002/2003 ökade antalet observatörsmedlemmar lavinartat då organisationen riktade all verksamhet mot både gymnasie- och högstadieelevråd. På Elevrådskongressen beslutades därför att tillsätta en kommitté för att utreda medlemskapsformerna i organisationen. På Elevrådskongressen 2004, då organisationen firade 10-årsjubileum med årsmöte i Göteborg, var utredningen klar och med stor majoritet beslutades det att ändra organisationen till att vara en organisation för elevråd i både gymnasieskolor och övre grundskolor. 
2020 beslutade två Elevrådskongresser att från 2021 byta namn på organisationen. Det nya namnet, Elevernas riksförbund, valdes för att skapa en "vi-känsla" mellan Sveriges elever och riksförbundet. Organisationens medlemmar består emellertid fortsatt av elevråd och inte enskilda personer. 

### Lista över förbundsordförande
- 1994 – 1994: Robert Park Dimmlich (grundare och förste ordförande)
- 1994 – 1996: Christian Kamil
- 1996 – 1997: Lina Nyström
- 1997 – 1998: Jonas Klang
- 1998 – 2000: Sebastian Giwa
- 2000 – 2002: Jenny Carlsson
- 2002 – 2004: Linus Olofsson
- 2004 – 2006: Joni Lindgren
- 2006 – 2009: Josephine Bladh
- 2009 – 2012: Tobias Jobring
- 2012 – 2014: Mimmi Garpebring
- 2015: Matilda Hellström
- 2016 – 2017: Julia Lindh
- 2017 - 2018: Jakob Amnér
- 2019 - 2021: Jennie Gustafsson
- 2022: Chiara Bergmark
- 2023 - 2024: Maja Sjögren
- 2025 - nuvarande: Vidar Ekman

## Projekt
Elevernas riksförbund har genom åren genomfört många olika projekt för att öka elevinflytande, skoldemokratin, skolans arbetsmiljö och liknande. 
De största projektet som genomförts senaste åren är:
- Skolval2006 som genomfördes av Elevernas riksförbund i samverkan med Ungdomsstyrelsen, Valmyndigheten och Sveriges ungdomsråd. Vid Skolval2006 deltog 1379 skolor.

- "Sanning Eller Konsekvens - En lektion om den svenska skolan[2] som genomförs tillsammans med Lärarförbundet.

- Ung&Dum; ett samarbete mellan Elevernas riksförbund, Centrum Mot Rasism och Rädda Barnens Ungdomsförbund (RBUF). Projektet syftade till att ifrågasätta åldersmaktordningen och vithetsnormen.

- Det levande valet[3] ett projekt där Elevernas riksförbund tillsammans med Sverok tog fram två rollspel för elever i högstadie- och gymnasieskolor för att väcka intresse för Europaparlament- och Riksdagsvalet.

## Politik
Organisationen är partipolitiskt och religiöst obunden. Det innebär att organisationen inte placerar sig någonstans på en höger-vänster-skala eller står något parti närmare. Elevernas riksförbund bedriver dock ett omfattande påverkansarbete. I Skollagskommittén under 2000-talet och Gymnasiekommittén deltog Elevernas riksförbund exempelvis på alla möten och liknande arbete har skett med andra utredningar och lagar. Påverkansarbetet bedrivs mot enskilda makthavare och sammanslutningar, organisationer och med opinionsbildning genom media. En av de frågor som organisationen arbetar med är att elever ska ha möjlighet att ompröva felaktiga betyg då det i dagsläget är det enda myndighetsutövandet gentemot enskilda personer som inte är möjligt att överklaga, men också att demokratiarbete i allmänhet och skoldemokratiarbete i synnerhet ska vara formellt meriterande. Under valåret 2022 tog organisationen fram ett valmanifest inför valåret, valmanifestet byggdes på delar av organisationens fokusfråga 2022-2023 "Elevfokus på riktigt". I valmanifestet kunde man läsa om lärarbristen, psykisk hälsa, gymnasiebehörighet och gymnasieexamen. 
Se även
- Elevråd
- Elevskyddsombud
- Elevdemokrati
- Sveriges Elevråd
- Sveriges Elevkårer